# 科屈蒙
科屈蒙（法語：Cocumont，法語發音：[kɔkymɔ̃]）是法国洛特-加龙省的一个市镇，属于马尔芒德区。

## 地理
科屈蒙（44°26'55"N, 0°1'34"E）面积25.44 平方千米，位于法国新阿基坦大区洛特-加龍省，该省份为法国西南部内陆省份，北起多爾多涅省，西接吉倫特省和朗德省，南至热尔省，东临塔恩-加龙省和洛特省。
与科屈蒙接壤的市镇（或旧市镇、城区）包括：加龙河畔梅扬、格里尼奥尔斯、西加朗、盖兰、马尔瑟吕、蒙普扬、罗梅斯坦、圣索沃尔德梅扬。

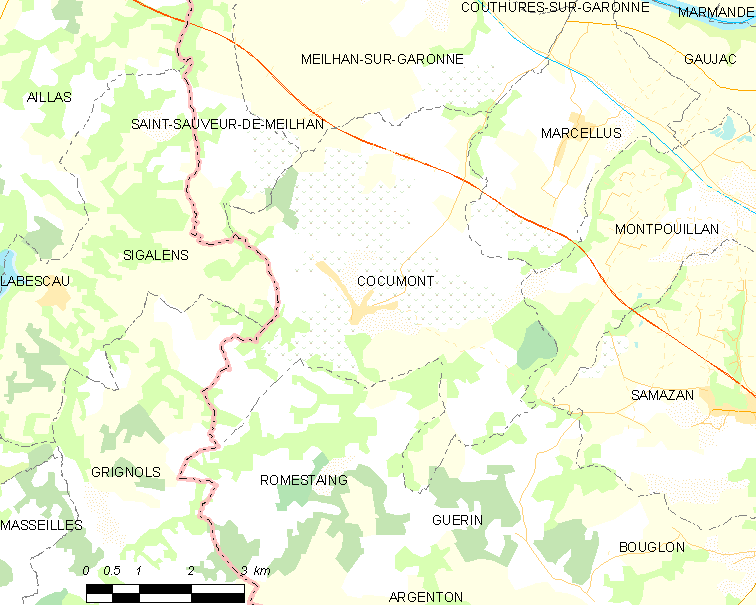
科屈蒙的OSM定位图

科屈蒙的时区为UTC+01:00、UTC+02:00（夏令时）。

## 行政
科屈蒙的邮政编码为47250，INSEE市镇编码为47068。

## 政治
科屈蒙所属的省级选区为马尔芒德第一县。

## 人口

1962-2008年间科屈蒙人口变化图示

科屈蒙于2022年1月1日时的人口数量为1110人。